# Ron Affif
Ron Affif (Pittsburgh, 1965. december 30. –) olasz származású amerikai dzsesszgitáros.

## Pályafutása
Félig-meddig autodidakta gitáros. Tizenkét évesen nagybátyjától, Ron Anthony gitárostól vett gitárleckéket. A középiskola elvégzése után, 1984-ben Los Angelesbe költözött. Dick Berk, Pete Christlieb, Dave Pike és Jack Sheldon lettek zenésztársai.
Néhány évvel később New Yorkba költözött, és egy zenekart vezetett. Az együttesnek Colin Bailey, Brian O'Rourke, Andy Simpkins és Sherman Ferguson voltak a tagjai.
Az 1990-es években egy triót alapított New Yorkban. Dolgozott Michael Carvinnal, David Kikoskival, Ralph Lalamaval és Leon Parkerrel is.

## Zenekarvezetőként
- Ron Affif (1993)
- Vierd Blues (1994)
- 52nd Street (1996)
- Ringside (1997)
- Solotude (1999)
- Affif, Valihora, Griglak (2005)

Együttes tagjaként
- Joe Ascione Post Bill Bills (1998)
- Miri Ben-Ari,The Temple of Beautiful (2003)
- Alexis Cole, Zingaro (Canopy 2007)
- Allan Harris, Love Came: The Songs of Strayhorn (2001)
- Steve Hass, Traveler (2003)
- Donna Lewis, Brand New Day (2015)
- John Pisano, Among Friends (1995)